# 이덕무
이덕무(李德懋, 1741년 7월 23일(음력 6월 11일) ~ 1793년 3월 7일(음력 1월 25일))는 조선 후기의 북학파 실학자이다.
'책만 보는 바보'라는 뜻의 소위 간서치(看書癡)로 유명하였다. 본관은 전주(全州)이며, 조선 제2대 임금 정종의 막내 아들인 무림군 이선생(李善生)의 10대손이다. 자(字)는 무관(懋官)이고 호(號)는 형암(炯庵), 아정(雅亭), 청장관(靑莊館) 등이다. 별호는 선귤자(蟬橘子).

## 일생
경사(經史)를 비롯하여 기문이서(奇文異書)에 걸쳐 여러 방면에서 박식을 자랑하였으나, 서얼 출신인 관계로 관직에서 중용되지는 못했다. 일찍이 유득공·박제가·이서구와 함께 사가시집(四家詩集) 《건연집(巾衍集)》을 내어 문명을 떨쳤으며, 담헌 홍대용과도 교분이 두터웠다.
1778년(정조 2년)에는 당시 서장관 심염조(沈念祖)를 수행하여 청나라에서 기균(紀均)·반정균(潘庭筠)·이조원(李調元)·이정원(李鼎元) 등의 석학과 교류하였다. 또한 청나라에서 여러 자료 및 고증학 관련 저서를 가져와 그의 학문을 발전시키게 된다. 귀국 후 북학을 제창하였다.
박제가·유득공·서이수(徐理修)와 함께 규장각 검서관(檢書官)이 되어, 그들과 함께 4검서관(四檢書官)으로 이름을 떨쳤다. 재직 중에 규장각 도서 편찬에 적극 참여하여 《도서집성》, 《국조보감》, 《대전통편》, 《규장각지》, 《홍문관지》, 《규장전운(奎章全韻)》 등 많은 서적을 정리·교감하였다.
그의 저술은 아들 이광규에 의해 《청장관전서》(靑莊館全書)로 집성되었으며, 사후 이덕무 본인이 정선한 《아정유고》(雅亭遺稿)가 정조 임금의 특명으로 간행되었다. 이덕무의 일생을 기록한 행장(行狀)을 연암 박지원이 지었다.

## 경력
- 1741년(영조 18년) 6월 11일, 출생[6] (1세)
- 1774년(영조 50년) 가을, 증광(增廣) 초시(初試) 합격[7] (34세)
- 1779년(정조 3년) 6월 1일, 외각(外閣, 교서관) 검서관 (39세)
- 1781년(정조 5년) 1월 21일, 내각(內閣, 규장각) 검서관 (41세)
- 1781년(정조 5년) 3월 18일, 6품 승진
- 1781년(정조 5년) 12월 27일, 사근도 찰방 겸 규장각 검서관
- 1783년(정조 7년) 11월 22일, 광흥창 주부 (43세)
- 1784년(정조 8년) 2월 25일, 사옹원 주부 (44세)
- 1784년(정조 8년) 6월 12일, 교서관 박사
- 1784년(정조 8년) 6월 29일, 적성(積城) 현감 겸 규장각 검서관
- 1787년(정조 11년) 2월 8일, 규장각 검서관 (47세)
- 1787년(정조 11년) 5월 9일, 적성 현감 겸 규장각 검서관[8]
- 1787년(정조 11년) 8월 22일, 4품 승진
- 1788년(정조 12년) 6월 10일, 검서관 면직[9] (48세)
- 1789년(정조 13년) 6월 20일, 와서(瓦署) 별제 (49세)
- 1790년(정조 14년) 6월 17일, 와서 별제 겸 규장각 검서관 (50세)
- 1790년(정조 14년) 7월 4일, 사도시 주부 겸 규장각 검서관[10]
- 1791년(정조 15년) 3월 18일, 장원서 별제 겸 규장각 검서관[11] (51세)
- 1793년(정조 17년) 1월 25일, 별세[12] (53세)

## 가계
- 증조부 : 이상함(李尙馠, 1647년 5월 10일 ~ 1678년 6월 20일), 통덕랑
- 증조모 : 거창(居昌) 신씨(慎氏, 1647년 2월 19일 ~ 1698년 12월 15일), 신이중(慎爾中)의 따님
  - 조부 : 이필익(李必益, 1660년 1월 18일 ~ 1730년 4월 16일), 강계부사, 방어사
  - 조모 : 순흥(順興) 안씨(安氏, 1655년 3월 6일 ~ 1717년 1월 18일), 안홍선(安弘善)의 따님[13]
    - 부 : 이성호(李聖浩, 1718년 ~ 1793년 2월 23일),[14] 통덕랑
    - 모 : 반남(潘南) 박씨(朴氏, 1720년 ~ 1765년 5월 1일), 아산현감 박사렴(朴師濂)의 따님[15]
      - 본인 : 이덕무(李德懋, 1741년 6월 11일 ~ 1793년 1월 25일), 검서관, 현령
      - 아내 : 숙인(淑人) 수원(水原) 백씨(白氏, 1741년 2월 27일 ~ 1817년 3월 21일), 동지중추부사 백사굉(白師宏, 1721년 ~ 1792년)의 따님[16]
        - 자 : 이광규(李光葵, 1765년 6월 21일 ~ 1818년 12월 1일), 검서관,[17] 현감
        - 자부 : 동래(東萊) 정씨(鄭氏, 1764년 ~ 1839년 2월 9일)
          - 손자1 : 이규경(李圭景, 1788년 8월 5일 ~ 1856년 5월 16일)[18]
          - 손자부1 : 함안(咸安) 조씨(趙氏, 1786년 8월 25일 ~ 1833년 1월 29일), 조수진(趙秀鎭)의 따님
          - 손자2 : 이규정(李圭井, 1796년 11월 4일 ~ 1834년 3월 9일), 무과[19]
          - 손자부2 : 안동(安東) 김씨(金氏, 1786년 8월 25일 ~ 1833년 1월 29일), 현감 김최행(金最行)의 따님
          - 손자3 : 이규달(李圭達, 1801년 3월 21일 ~ 1860년 2월 27일)
          - 손자부3A : 경주(慶州) 이씨(李氏, 1802년 ~ 1833년 5월 26일)
          - 손자부3B : 평산(平山) 신씨(申氏, 1812년 2월 17일 ~ 1876년 윤5월 1일)
          - 손녀1 : 전주(全州) 이씨(李氏), 손녀사위 정승환(鄭昇煥)
          - 손녀2 : 전주(全州) 이씨(李氏), 손녀사위 조직순(趙直淳)

        - 장녀 : 전주(全州) 이씨(李氏), 사위 유선(柳烍)
        - 차녀 : 전주(全州) 이씨(李氏), 사위 김사황(金思黃)

      - 남동생1 : 이공무(李功懋, 1757년 3월 7일 ~ 1825년 12월 27일), 검서관, 양천현령[20]
      - 남동생2 : 이언무(李彦懋, 1763년 2월 8일 ~ 1838년 2월 3일), 무과, 강원감영 중군[21]
      - 여동생1 : 전주(全州) 이씨(李氏), 남편 검서관 원유진(元有鎭)
      - 여동생2 : 전주(全州) 이씨(李氏), 남편 현감 서리수(徐理修)

## 저서
- 《관독일기》(觀讀日記)
- 《기년아람》(紀年兒覽) : 이만운과 공저
- 《뇌뢰낙락서》(磊磊落落書)
- 《사소절》(士小節)
- 《앙엽기》(盎葉記)
- 《열상방언》(洌上方言)
- 《영처문고》
- 《영처시고》
- 《예기고》(禮記考)
- 《이목구심서》
- 《입연기(入燕記)》
- 《천애지기서》(天涯知己書)
- 《청비록》(淸脾錄)
- 《편찬잡고》
- 《한죽당섭필》
- 《협주기》(峽舟記)
- 《건연집》 : 유득공, 박제가, 이서구와 공저

## 이덕무를 연기한 배우

### 드라마
- 신성균 - 2007년 (이산) MBC

### 영화
- 차태현 - 2012년 (바람과 함께 사라지다)